# Uso do solo

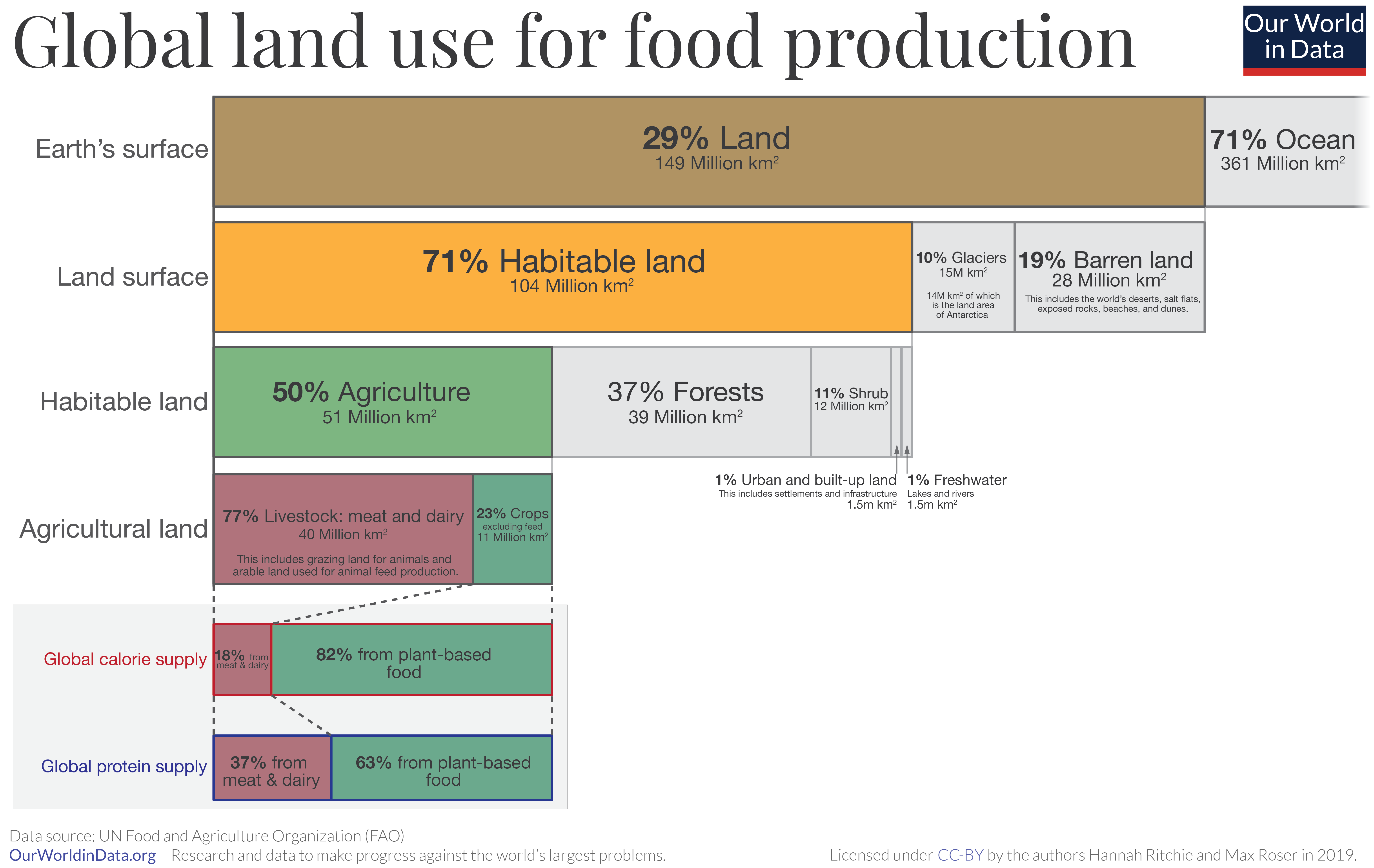
Distribuição global do uso du solo.

O uso do solo, por vezes também referenciado como uso e ocupação do solo, pode ser entendido como sendo a forma pela qual o espaço geográfico está sendo ocupado pelo ser humano e suas atividades nele.
Práticas de gestão do território e formas de uso do solo tem grande impacto sobre os ecossistemas e os recursos naturais incluindo a água e o solo. A informação sobre o uso da terra pode ser usada para desenvolver soluções para a gestão de problemas relacionados a recursos naturais como por exemplo qualidade da água. O levantamento do uso da terra é de grande importância, na medida em que a ocupação desordenada do solo causa a deterioração do meio ambiente. Os processos de erosão intensos, as inundações, os assoreamentos de reservatórios e cursos d'água são conseqüências do mau uso do solo.
As mudanças de uso do solo estão diretamente relacionadas a questões de mudança do clima. Por exemplo, as queimadas afetam o clima. Por outro lado, as práticas de reflorestamento podem contribuir para o aumento de estoque de carbono.
Geralmente onde não há adequado planejamento do uso do solo ou sua execução não segue o planejado, ocorre degradação exacerbada do solo e dos demais  recursos naturais. Como consequência muitas vezes há miséria em regiões onde houve esgotamento dos recursos naturais.
No Brasil, a competência para legislar quanto ao uso do solo é municipal, conforme comando explícito da Constituição Federal (art. 30, VIII). A regulamentação do uso e ocupação do solo em nível municipal ocorre através do Plano Diretor e da Lei de uso e ocupação do solo, instrumentos típicos do arcabouço jurídico brasileiro para normatizar a ocupação de terras urbanas e rurais. O uso do solo, no Brasil, ainda sujeita-se às determinações do Estatuto da Cidade, em especial no que concerne às funções sociais da propriedade.

## Definição e categorias
O IPCC define a expressão uso do solo como o "total de arranjos, atividades e insumos aplicados a uma parcela de solo".:2914 O mesmo relatório agrupa os usos do solo nas seguintes categorias: florestas, terra cultivada, pastagem, zonas úmidas, assentamentos e outros usos.:2914
Outra definição é adotada pela Organização das Nações Unidas para Alimentação e Agricultura: "O uso do solo diz respeito aos produtos e/ou benefícios obtidos pelo uso da terra bem como as ações de administração de terras conduzidas pelos humanos para produzir esses benefícios."

## Levantamento
O levantamento do uso do solo é importante para a compreensão dos padrões de organização do espaço. As medidas para o planejamento deste uso tem sido, até recentemente, baseadas em informações fragmentadas sobre os efeitos da ocupação do solo no meio ambiente.
Os primeiros trabalhos de levantamento do uso do solo foram feitos em trabalhos de campo. A partir da década de 1950, iniciou-se o uso de mapeamento detalhado utilizando fotografias aéreas. Recentemente, técnicas de sensoriamento remoto tem sido usadas no levantamento deste uso.